# Grand Prix de France 2023
Grand Prix de France 2023 – trzecie w kolejności zawody łyżwiarstwa figurowego z cyklu Grand Prix 2023/2024. Zawody rozgrywano od 3 do 5 listopada 2023 roku w hali Angers Ice Parc w Angers.
Wśród solistów zwyciężył Francuz Adam Siao Him Fa, zaś w konkurencji solistek Amerykanka Isabeau Levito. W parach sportowych pierwszy złoty medal w zawodach z cyklu Grand Prix zdobyli Kanadyjczycy Lia Pereira i Trennt Michaud. W parach tanecznych triumfowali reprezentanci Włoch Charlène Guignard i Marco Fabbri.

## Rekordy świata
| Rekordy świata (GOE±5) na moment rozpoczęcia zawodów (stan na 3 listopada 2023): | Rekordy świata (GOE±5) na moment rozpoczęcia zawodów (stan na 3 listopada 2023): | Rekordy świata (GOE±5) na moment rozpoczęcia zawodów (stan na 3 listopada 2023): | Rekordy świata (GOE±5) na moment rozpoczęcia zawodów (stan na 3 listopada 2023): | Rekordy świata (GOE±5) na moment rozpoczęcia zawodów (stan na 3 listopada 2023): | Rekordy świata (GOE±5) na moment rozpoczęcia zawodów (stan na 3 listopada 2023): |
| Konkurencja                                                                      | Segment                                                                          | Zawodnicy                                                                        | Punkty                                                                           | Zawody                                                                           | Data                                                                             |
| -------------------------------------------------------------------------------- | -------------------------------------------------------------------------------- | -------------------------------------------------------------------------------- | -------------------------------------------------------------------------------- | -------------------------------------------------------------------------------- | -------------------------------------------------------------------------------- |
| Soliści                                                                          | Nota łączna                                                                      | Nathan Chen                                                                      | 335,30                                                                           | Finał Grand Prix 2019                                                            | 7 grudnia 2019                                                                   |
| Soliści                                                                          | Program dowolny                                                                  | Nathan Chen                                                                      | 224,92                                                                           | Finał Grand Prix 2019                                                            | 7 grudnia 2019                                                                   |
| Soliści                                                                          | Program krótki                                                                   | Nathan Chen                                                                      | 113,97                                                                           | Zimowe igrzyska olimpijskie 2022                                                 | 10 lutego 2020                                                                   |
| Solistki                                                                         | Nota łączna                                                                      | Kamiła Walijewa                                                                  | 272,71                                                                           | Rostelecom Cup 2021                                                              | 27 listopada 2021                                                                |
| Solistki                                                                         | Program dowolny                                                                  | Kamiła Walijewa                                                                  | 185,29                                                                           | Rostelecom Cup 2021                                                              | 27 listopada 2021                                                                |
| Solistki                                                                         | Program krótki                                                                   | Kamiła Walijewa                                                                  | 90,45                                                                            | Mistrzostwa Europy 2022                                                          | 13 stycznia 2022                                                                 |
| Pary sportowe                                                                    | Nota łączna                                                                      | Sui Wenjing / Han Cong                                                           | 239,88                                                                           | Zimowe igrzyska olimpijskie 2022                                                 | 19 lutego 2022                                                                   |
| Pary sportowe                                                                    | Program dowolny                                                                  | Anastasija Miszyna / Aleksandr Gallamow                                          | 157,46                                                                           | Mistrzostwa Europy 2022                                                          | 13 stycznia 2022                                                                 |
| Pary sportowe                                                                    | Program krótki                                                                   | Sui Wenjing / Han Cong                                                           | 84,41                                                                            | Zimowe igrzyska olimpijskie 2022                                                 | 18 lutego 2022                                                                   |
| Pary taneczne                                                                    | Nota łączna                                                                      | Madison Chock / Evan Bates                                                       | 232,32                                                                           | World Team Trophy 2023                                                           | 14 kwietnia 2023                                                                 |
| Pary taneczne                                                                    | Taniec dowolny                                                                   | Madison Chock / Evan Bates                                                       | 138,41                                                                           | World Team Trophy 2023                                                           | 14 kwietnia 2023                                                                 |
| Pary taneczne                                                                    | Taniec rytmiczny                                                                 | Madison Chock / Evan Bates                                                       | 93,91                                                                            | World Team Trophy 2023                                                           | 13 kwietnia 2023                                                                 |

## Wyniki

### Soliści
| Poz. | Zawodnik             | Nota łączna | SP | SP     | FS | FS     |
| ---- | -------------------- | ----------- | -- | ------ | -- | ------ |
| 1    | Adam Siao Him Fa     | 306,78      | 2  | 101,07 | 1  | 205,71 |
| 2    | Ilia Malinin         | 304,68      | 1  | 101,58 | 2  | 203,10 |
| 3    | Yuma Kagiyama        | 273,14      | 3  | 97,91  | 4  | 175,23 |
| 4    | Lukas Britschgi      | 263,43      | 4  | 86,94  | 3  | 176,49 |
| 5    | Camden Pulkinen      | 230,84      | 6  | 83,44  | 7  | 147,40 |
| 6    | Luc Economides       | 230,74      | 9  | 76,99  | 5  | 153,75 |
| 7    | Stephen Gogolev      | 228,74      | 5  | 86,14  | 10 | 142,60 |
| 8    | Boyang Jin           | 226,79      | 7  | 81,43  | 8  | 145,36 |
| 9    | Landry le May        | 219,04      | 11 | 71,20  | 6  | 147,84 |
| 10   | Koshiro Shimada      | 217,18      | 8  | 79,30  | 11 | 137,88 |
| 11   | Nikolaj Memola       | 214,63      | 12 | 70,92  | 9  | 143,71 |
| 12   | Takeru Amine Kataise | 212,75      | 10 | 76,27  | 12 | 136,48 |

### Solistki
| Poz. | Zawodniczka         | Nota łączna | SP | SP    | FS | FS     |
| ---- | ------------------- | ----------- | -- | ----- | -- | ------ |
| 1    | Isabeau Levito      | 203,22      | 1  | 71,83 | 3  | 131,39 |
| 2    | Nina Pinzarrone     | 198,80      | 4  | 65,74 | 2  | 133,06 |
| 3    | Rion Sumiyoshi      | 197,76      | 5  | 61,72 | 1  | 136,04 |
| 4    | Lee Hae-in          | 190,96      | 3  | 66,30 | 5  | 124,66 |
| 5    | Wakaba Higuchi      | 190,02      | 6  | 60,29 | 4  | 129,73 |
| 6    | Anastasija Gubanowa | 187,66      | 2  | 66,73 | 7  | 120,93 |
| 7    | Léa Serna           | 180,77      | 8  | 58,75 | 6  | 122,02 |
| 8    | Lorine Schild       | 179,11      | 7  | 58,80 | 8  | 120,31 |
| 9    | Mone Chiba          | 164,76      | 9  | 56,59 | 10 | 108,17 |
| 10   | Kimmy Repond        | 164,63      | 10 | 50,64 | 9  | 113,99 |
| 11   | Maïa Mazzara        | 137,44      | 11 | 45,03 | 11 | 92,41  |
| 12   | Janna Jyrkinen      | 125,92      | 12 | 39,57 | 12 | 86,35  |

### Pary sportowe
| Poz. | Zawodnicy                                | Nota łączna | SP | SP    | FS  | FS     |
| ---- | ---------------------------------------- | ----------- | -- | ----- | --- | ------ |
| 1    | Lia Pereira / Trennt Michaud             | 194,67      | 1  | 65,97 | 1   | 128,70 |
| 2    | Sara Conti / Niccolò Macii               | 189,46      | 2  | 65,31 | 2   | 124,15 |
| 3    | Camille Kowalow / Pawieł Kowalow         | 172,88      | 3  | 59,04 | 3   | 113,84 |
| 4    | Valentina Plazas / Maximiliano Fernandez | 168,20      | 4  | 58,46 | 4   | 109,74 |
| 5    | Océane Piegad / Denys Strekalin          | 153,81      | 7  | 52,83 | 5   | 100,98 |
| 6    | Anna Valesi / Manuel Piazza              | 150,57      | 6  | 53,95 | 6   | 96,62  |
| 7    | Oxana Vouillamoz / Flavien Giniaux       | 141,57      | 8  | 51,56 | 7   | 90,01  |
| WD   | Ellie Kam / Daniel O’Shea                | DNF         | 5  | 54,75 | DNS | DNS    |

### Pary taneczne
| Poz. | Zawodnicy                                    | Nota łączna | RD | RD    | FD | FD     |
| ---- | -------------------------------------------- | ----------- | -- | ----- | -- | ------ |
| 1    | Charlène Guignard / Marco Fabbri             | 214,54      | 1  | 86,62 | 1  | 127,92 |
| 2    | Laurence Fournier Beaudry / Nikolaj Sørensen | 205,15      | 2  | 80,98 | 2  | 124,17 |
| 3    | Jewgienija Łopariowa / Geoffrey Brissaud     | 190,82      | 3  | 76,95 | 3  | 113,87 |
| 4    | Christina Carreira / Anthony Ponomarenko     | 186,70      | 4  | 72,94 | 4  | 113,76 |
| 5    | Marie-Jade Lauriault / Romain Le Gac         | 182,61      | 5  | 70,48 | 5  | 112,13 |
| 6    | Hannah Lim / Ye Quan                         | 173,85      | 8  | 67,14 | 6  | 106,71 |
| 7    | Marie Dupayage / Thomas Nabais               | 167,62      | 7  | 68,20 | 8  | 99,42  |
| 8    | Olivia Smart / Tim Dieck                     | 166,58      | 6  | 69,91 | 9  | 96,67  |
| 9    | Lorraine McNamara / Anton Spiridonov         | 164,25      | 9  | 64,77 | 7  | 99,48  |
| 10   | Natacha Lagouge / Arnaud Caffa               | 154,67      | 10 | 60,24 | 10 | 94,43  |